# Tomaspisinella tettigoniella
Tomaspisinella tettigoniella är en insektsart som först beskrevs av Gustav Breddin 1904.  Tomaspisinella tettigoniella ingår i släktet Tomaspisinella och familjen spottstritar. Inga underarter finns listade i Catalogue of Life.